# Turstin FitzRolf

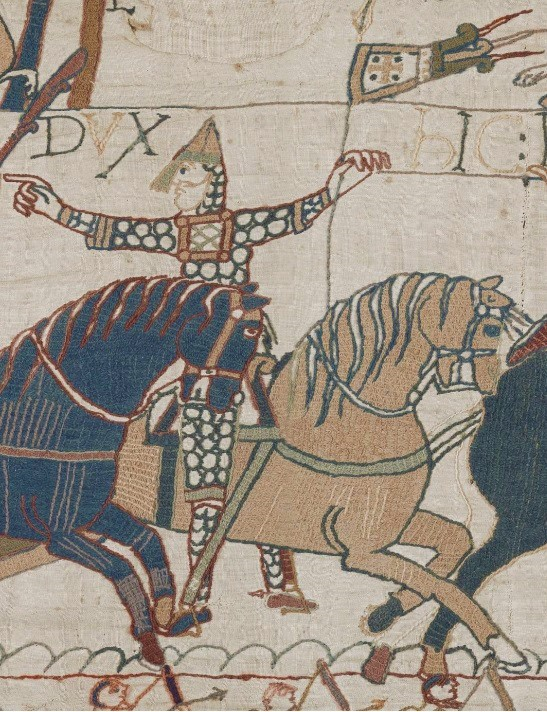
Der normannische Fahnenträger auf dem Teppich von Bayeux

Turstin FitzRolf (Turstin le Blanc, Turstin fitz Rou, † nach 1086) war ein normannischer Adliger, der in der normannischen Eroberung Englands eine bedeutende Rolle spielte. Er ist einer der 15 belegten Begleiter Wilhelms des Eroberers (proven companions) in der Schlacht von Hastings 1066.

## Name und Herkunft
Der Namensbestandteil „Fitz“ bedeutet, dass Turstin der Sohn von Rolf oder Rou war, was dem latinisierten Rollo entspricht. Turstin wiederum stammt vom altnordischen Þórstæinn (Thorstein; „Thors Stein“) und wird manchmal Tosteins, Thurstan, Tostain u. a. geschrieben. Im Roman de Rou schreibt Wace, dass Turstin aus Bec-de-Mortagne im Pays de Caux, Normandie, stamme:

Tosteins fitz Rou-le-Blanc out non,

Al Bec en Caux aveit meison

Turstin FitzRou der Weiße war sein Name,

hatte Heim in Bec-en-Caux.

## In der Schlacht von Hastings
Ordericus Vitalis schreibt: „Turstinus filius Rollonis vexillum Normannorum portavit“ („Turstin, Sohn von Rollo, trug die Standarte der Normannen.“). Diese sechs Wörter werden von Wace zu einer Szene ausgearbeitet, in der Turstin am Ende ebenfalls derjenige ist, der die Standarte trägt.
Darauf hinweisend wird manchmal angenommen, Turstin sei auf dem Teppich von Bayeux dargestellt als derjenige, der die Standarte trägt, doch scheint der dargestellte Ritter eher Eustach II. von Boulogne zu sein, zumal die erhaltenen Teile der Stickerei oberhalb E...TIUS erkennen lassen, offensichtlich „Eustatius“, die latinisierte Form von Eustach. Die Figur ist im Gespräch mit Herzog Wilhelm, zeigt nach hinten und rät zu einem Rückzug, so wie dies auch von Wilhelm von Poitiers geschildert wird.
Dies ist jedoch nicht sicher, da Wilhelm von Poitiers Eustach nicht als Fahnenträger bezeichnet, während die ansonsten so überzeugende Figur Eustatius im Wandteppich eindeutig das anscheinend päpstliche Banner mit einem Kreuz trägt.

## Nachfolge
Im Domesday Book von 1086 wird Turstin mit zahlreichen Gütern aufgeführt. Er hatte offensichtlich „Verwandte“ und „Erben“, wie von Wace erwähnt, doch diese dürften nur in der Normandie gewesen sein, da für seinen englischen Besitz keine Aufzeichnungen über ein familiäres Erbe vorliegen. Turstin soll einen Sohn namens Ralph (FitzTurstin) gehabt haben, der in das Heilige Land zog und dort starb.
Der größte Teil seines Grundbesitzes ging nicht an seinen Sohn über – sofern er einen hatte –, sondern an den offensichtlich nicht verwandten normannischen Magnaten Wynebald de Ballon, der eine Zeit lang als Seneschall auf Caerleon Castle diente und der Bruder von Hamelin de Ballon war, dem Erbauer von Abergavenny Castle. Der Grund für diese Eigentumsübertragung ist unklar, ob sie durch Turstins Tod geschah oder weil er beim König und Ungnade gefallen war.
Möglicherweise stand Turstin nach dem Tod des Eroberers 1087 auf der Seite des erstgeborenen Sohnes Robert Curthose, der sie Normandie erbte, und gegen den jüngeren Sohn Wilhelm Rufus, der die englische Krone bekam. Turstin befand sich dann auf der Seite der Verlierer, so wie Turstins Nachbarn in Oakley, Gloucestershire, Gilbert fitz Turold und Roger de Lacy, die beide 1088 des Landes verwiesen wurde.